# Cheilosia pallipes
Cheilosia pallipes là một loài ruồi trong họ Ruồi giả ong (Syrphidae). Loài này được Loew mô tả khoa học đầu tiên năm 1863. Cheilosia pallipes phân bố ở vùng Cổ Bắc giới